# Пояс переворотів

Африканські країни, в яких відбулися успішні державні перевороти між 2020 і 2023 роками

Пояс військових переворотів (фр. la ceinture de coups d'État) — сучасне геополітичне поняття та неологізм, що виник у 2020-х роках для позначення регіону Західної Африки, Центральної Африки та Сахелю, в якому фіксується висока концентрація військових переворотів. Після перевороту в Нігері 2023 року, ці країни формують суцільний ланцюг між західним і східним узбережжям Африки.
Ці перевороти здебільшого мають схожі причини: найчастіше їх здійснюють незадоволені військові, які критикують владу за неспроможність впоратися з ісламістськими повстаннями або масовими протестами з 2003 року. Невдоволення французьким військовим, фінансовим і політичним впливом на африканські уряди також стало чинником. Нові військові режими, як правило, мають гірші відносини із Заходом і часто шукають підтримки у Росії, ПВК Вагнера або Туреччини, замість Франції, яка раніше допомагала боротися з ісламістами в рамках операції «Бархан». Водночас Росія користується нестабільністю регіону для витіснення звідси західних країн і посилення власного впливу. Це призвело до того, що Україна почала фінансувати опозиційні до переворотників угруповання, що своєю чергою викликало проксі-війну між Росією та Україною в Африці.

## Походження

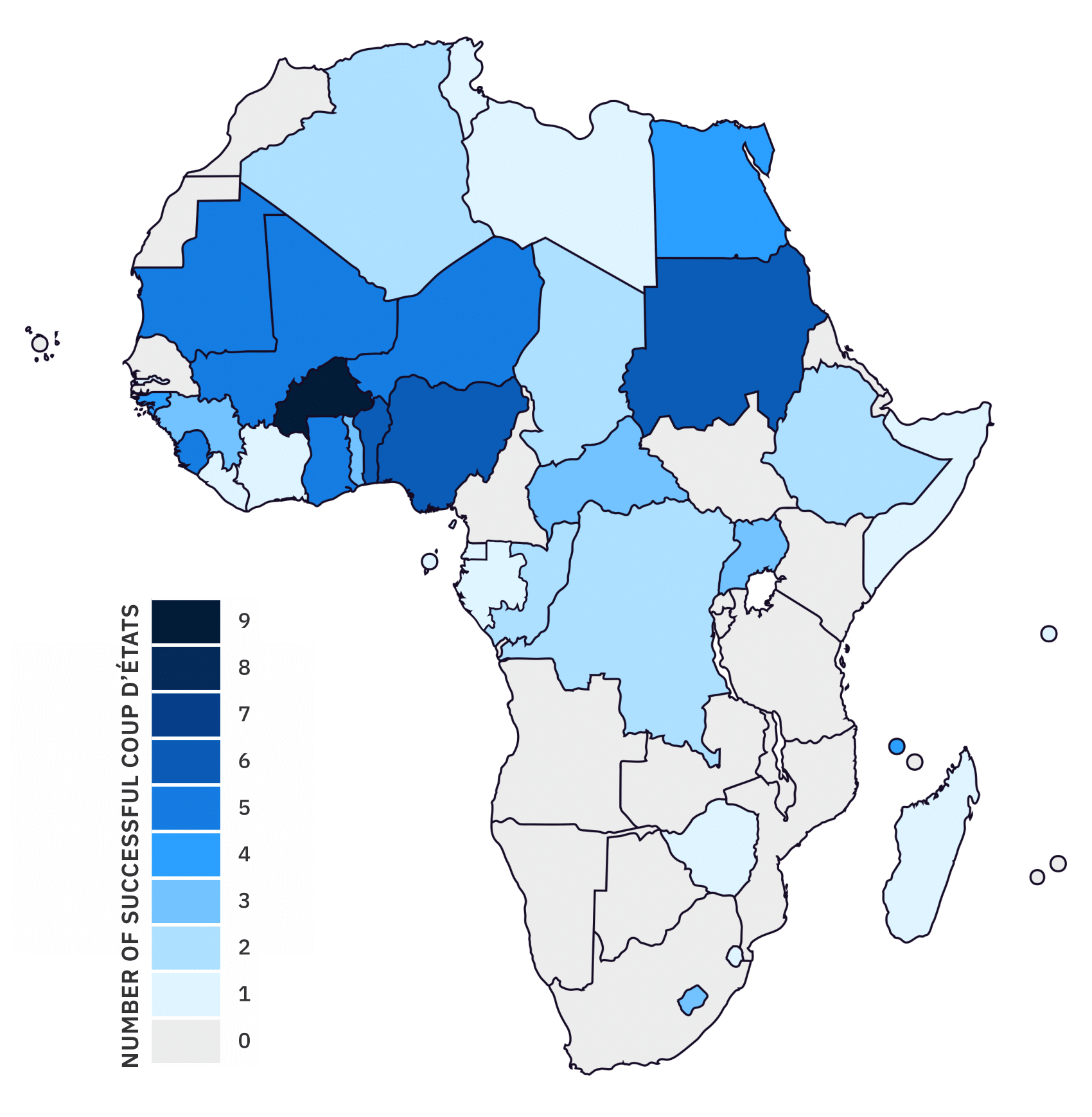
Кількість успішних переворотів у постколоніальній Африці (станом на 28 вересня 2023 року).

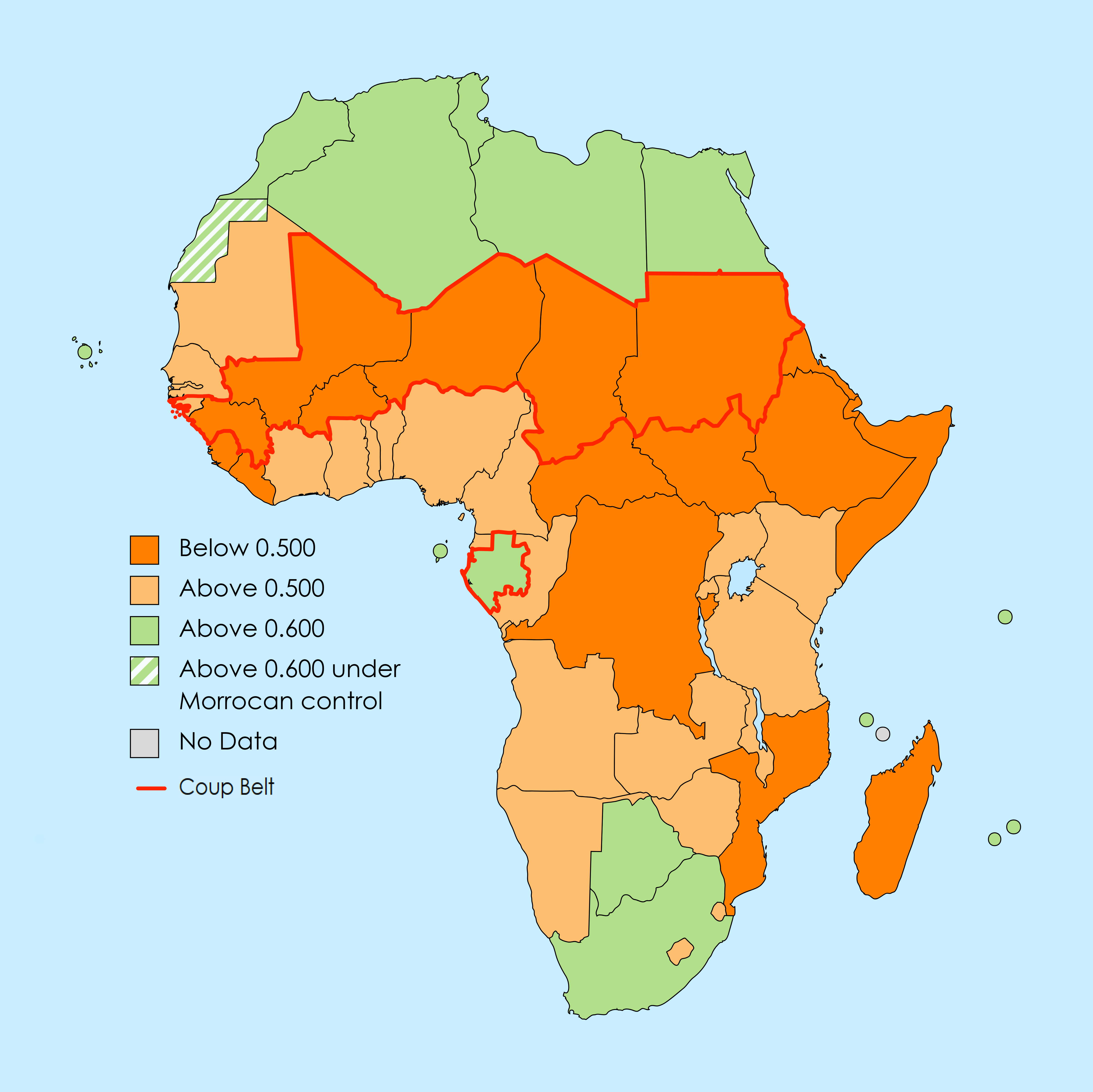
Індекс людського розвитку (ІЛР) країн Африки, з обведеним червоним кольором Поясом переворотів (Габон іноді включають після перевороту 2023 року). Усі країни в цьому поясі, окрім Габону, мають ІЛР нижчий за 0.500, що свідчить про низький рівень розвитку.

Хоча поняття, ймовірно, виникло раніше, популярності воно набуло в 2020-х після серії переворотів на початку десятиліття: у Малі — 2020 і 2021 роках, Чаді, Гвінеї і Судані у 2021 році, два у Буркіна-Фасо в січні та вересні 2022 року, і в Нігері та Габоні у 2023 році.
Регіон також став свідком спроб переворотів у Нігері та Судані в 2021 році, Гвінеї-Бісау та Гамбії у 2022 році, а також у Судані, Сьєрра-Леоне і Буркіна-Фасо у 2023 році.

## Історія
Починаючи з 1990 року, 21 із 27 переворотів у країнах Тропічної Африки відбулися в колишніх французьких колоніях. Це змусило деяких аналітиків замислитися над тим, чи не має французький вплив у регіоні дестабілізуючого ефекту.
Військові хунти Буркіна-Фасо, Малі та Нігеру скасували військові угоди, які дозволяли французьким військам перебувати на їхній території, та вилучили французьку мову з числа офіційних.
ЕКОВАС (Економічне співтовариство країн Західної Африки) намагалося змінити негативну репутацію регіону, хоч і без особливого успіху. Організація призупинила членство Малі після перевороту у 2021 році, а також призупинила членство Гвінеї 8 вересня 2021 року, невдовзі після військового перевороту в країні. Три країни — учасниці Альянсу держав Сахелю — спершу призупинили членство, а згодом повністю вийшли з ЕКОВАС у 2023 році.
Якщо розглядати лише субрегіон Західної Африки, то переворот у Малі 2020 року став першим недемократичним переходом влади за майже шість років — від часів повстання в Буркіна-Фасо 2014 року та усунення президента Блеза Компаоре. Цей період характеризувався винятковою стабільністю для регіону з історією громадянських війн і насильства. Протягом цього часу ЕКОВАС навіть змогла мирно врегулювати конституційну кризу в Гамбії 2016–2017 років.
Переворот у Габоні 2023 року трохи відрізняється. Габон понад 56 років перебував під владою родини Бонґо, не належить до Сахелю і не страждав від ісламістських чи сепаратистських повстань. Військовий переворот у Габоні стався на тлі масових протестів через хід виборів 2023 року й призвів до встановлення президентської республіки під контролем військової хунти.